# Jaime Muñoz Vargas
Jaime Muñoz Vargas (Gómez Palacio, Durango, 1964) es un escritor mexicano. Radica en Torreón, Coahuila, desde 1977. Es escritor, maestro y editor.

## Trayectoria artística
Algunos de sus microrrelatos fueron incluidos en la antología La otra mirada (Palencia, España, 2005). Ha ganado, entre otros, los premios nacionales de Narrativa Joven (1989), de novela Jorge Ibargüengoitia (2001), de cuento de San Luis Potosí (2005), de narrativa Gerardo Cornejo (2005) y de novela Rafael Ramírez Heredia (2009). 
En 2001 ganó el concurso nacional para la composición del himno del Instituto Mexicano del Seguro Social, luego grabado oficialmente por la orquesta sinfónica del Estado de México. El 15 de septiembre de 2009 recibió la medalla Magdalena Mondragón que le otorgó el ayuntamiento de Torreón, Coahuila, por su trayectoria literaria. También, en noviembre de 2009, con voto unánime del cabildo, fue designado ciudadano distinguido de Gómez Palacio. 
Escribe y publica muy frecuentemente artículos, ensayos, crónicas, aforismos y microrrelatos en el blog [“Ruta Norte”] . Reseñas y artículos suyos han aparecido en revistas y periódicos de México, España y Argentina. Escribe la columna Ruta Norte para el periódico Milenio Laguna. Desde 2017, coordinador del taller literario del Teatro Isauro Martínez.
Entre otros libros, ha publicado:
- El principio del terror
- Juegos de amor y malquerencia
- Pálpito de la sierra tarahumara
- El augurio de la lumbre
- Tientos y mediciones
- Miscelánea de productos textuales
- Nómadas contra gángsters (apuntes para subsistir en la barbarie)
- Las manos del tahúr
- Polvo somos
- Ojos en la sombra
- Leyenda Morgan[3]
- Grava suelta
- La ruta de los Guerreros (vida, pasión y suerte del Santos Laguna),[4]
- Gambeta corta. Selección de cascaritas periodísticas
- Filius, Salutación de la luz
- Quienes esperan
- Guillermo González Camarena, habitante del futuro

## Obras

### Narrativa
- El augurio de la lumbre, TIM-INBA-ICF-CNCA, 1990, Torreón, (contiene diez cuentos)
- El principio del terror, Joaquín Mortiz/Serie del Volador, Torreón, 1999. (novela)
- Fervor de Santa Teresa. Instituto de Cultura de Guanajuato, Torreón, 2002. (novela)
- Juegos de amor y malquerencia (segunda edición de Fervor de Santa Teresa), Joaquín Mortiz, Torreón, 2003. (novela)
- Las manos del tahúr. Hermosillo: Instituto Sonorense de Cultura, 2006. Segunda edición, Ficticia, México, 2011. (contiene diez cuentos)
- Polvo somos. Diez cuentos de fútbol rupestre, Iberia Editorial, Torreón. (contiene diez cuentos)
- Ojos en la sombra, UAdeC, Saltillo, 2007. Segunda edición, Conaculta, México, 2015. (contiene diez cuentos)
- Monterrosaurio, Editorial Arteletra (colección 101 años), Torreón, 2008. (contiene 85 microtextos)
- Leyenda Morgan (cinco casos de sensacional policiaco), Ediciones Sin Nombre, México, 2009. (contiene cinco cuentos). Reedición corregida y aumentada en la Universidad Autónoma de Nuevo León, Monterrey, 2023.
- Parábola del moribundo, Instituto Politécnico Nacional, La Cabra Ediciones, Fundación Guadalupe y Pereyra e Instituto de Cultura del Estado de Durango, México, 2009. (novela)
- Para escapar de Malisani. Treinta relatos futbolísticos, Macedonia, Buenos Aires, 2011. Segunda edición como Polvo somos (treinta relatos futbolísticos), Axial-Arteletra-Colofón, México, 2014. (contiene treinta cuentos)
- Grava suelta. Cien relatos de un solo párrafo, Universidad Autónoma de Nuevo León, Monterrey, 2018. (contiene cien microrrelatos)

### Poesía
- Pálpito de la Sierra Tarahumara, Fondo Editorial Tierra Adentro No. 125, México, 1996.
- Filius (adagio para mi hija), Iberia Editorial, Torreón, 1997.
- Salutación de la luz, Iberia Editorial, Torreón, 2001.
- Quienes esperan, Iberia Editorial, Torreón, 2002.
- 24 de agosto, Iberia Editorial, Torreón, 2019.

### Reseña / Biografía / Periodismo
- La ruta de los Guerreros (vida, pasión y suerte del Santos Laguna), Iberia Editorial, Torreón, 1999.
- Tientos y mediciones (breve paseo por la reseña periodística), Universidad Iberoamericana, Torreón, 2004.
- Miscelánea de productos literarios (abierto día y noche). Iberia Editorial (e-book), Torreón, 2004.
- Guillermo González Camarena: habitante del futuro. Colección Así ocurrió / Instantáneas de la historia (biografía para niños), Ediciones SM, México, 2005.
- Nómadas contra gángsters (apuntes para subsistir en la barbarie), Historias de entretén y miento no. 170, Gobierno del Estado de Coahuila, Saltillo, 2008.
- Solazos y resolanas. La comarca vista desde fuera por laguneros de palabra (entrevistas), Secretaría de Cultura del Gobierno del Estado de Coahuila, Torreón, 2015.
- Callejero gourmet, veinte aguafuertes langucientos, Iberia Editorial-Colección Harakiri, Torreón, 2017.
- Este desfile atónito, antología de hermosos monstruos, Iberia Editorial-Colección Harakiri, Torreón, 2017.
- Tolvanera de palabras, pizca en el habla de La Laguna, Iberia Editorial-Colección Harakiri, Torreón, 2018.
- Entre las teclas, periferia del oficio literario, Iberia Editorial-Colección Harakiri, Torreón, 2017. Segunda edición, Macedonia Ediciones, Morón, Provincia de Buenos Aires, 2023.
- Gambeta corta. Selección de cascaritas periodísticas, Ayuntamiento de Torreón, Torreón, 2020.
- Gilberto Prado Galán: exhumación de su imagen, Iberia Editorial, Torreón, 2022.
- Diálogos contrarreloj. Preguntas a (y respuestas de) Jaime Muñoz Vargas, Iberia Editorial, Torreón, 2023 (digital).
- Voces de la calle, Universidad Iberoamericana Torreón, Torreón, 2023.

### Publicaciones colectivas
- Antología del Premio Latinoamericano de Cuento, INBA, México, 1989.
- Antología de cuentos laguneros, UA de C, Saltillo, 1989.
- Botella al mar, crestomatía narrativa, Enorme, Torreón, 1990.
- Los juglares del juglar, UA de C, Torreón, 1992.
- Antología del Premio Salvador Gallardo Dávalos, Instituto de Cultura de Aguascalientes, Aguascalientes, 1993.
- Innovación y permanencia en la literatura coahuilense, compilación de Fernando Martínez, CNCA Colección Letras de la República, México, 1993.
- Cuentos de La Laguna, compilación de Saúl Rosales, Ayuntamiento de Torreón, Torreón, 1994.
- Poetas de Tierra adentro, Fondo Editorial Tierra Adentro, México, 1997.
- Acequias de cuentos, UIA, Torreón, 2003.
- Poema, analogía e iconicidad. Ensayos sobre la poética de Mauricio Beuchot, compilación de Saúl Rosales. UIA, Torreón, 2003.
- La otra mirada. Antología del microrrelato hispánico. David Lagmanovich (compilador). Editorial Menoscuarto, Palencia, España, 2005.
- Certamen literario Sobre Rieles 2005, Casa de la Cultura de Monterrey / Museo del Ferrocarril, Monterrey, 2005.
- Raíces, Bancomer, México, 2008.
- Historias de entretén y miento (antología de poesía, narrativa, ensayo y teatro), selección de textos y prólogo de Jaime Trres Mendoza, Saltillo, 2008.
- Coral para Enriqueta Ochoa, Icocult Laguna, Torreón, 2009.
- ¡Va! Encuentro de cuentos, UAdeC, Saltillo, 2009.
- Veinticinco años de narrativa en Durango (entre la neurosis: el agüite y el despilfarro), IMAC, Durango, 2009.
- Tan lejos de dios (poesía mexicana en la frontera norte), coordinador: Uberto Stabile, UNAM, México, 2010.
- Sorberé cerebros (antología palindrómica de la lengua española), preparada por Gilberto Prado Galán, Axial, México, 2010.
- Treintaicinco más treintaicinco: setenta años del escritor Saúl Rosales, edición de Ruth Castro, s/e, Torreón, 2011.
- Alebrije de palabras, escritores mexicanos en breve, Benemérita Universidad Autónoma de Puebla, Puebla, 2013.
- El canto de la salamandra (antología de la literatura brevísima mexicana), compilador Rogelio Guedea, Arlequín, México, 2013.
- Cuaderno Laprida (colectivo de minificción), coordinadores: Rogelio Ramos Signes y Julio Ricardo Estefan, Tucumán, 2016.
- La venganza será terrible. 30 años, Planeta, Buenos Aires, 2017.
- Del gis a la pantalla táctil. Siete ensayos sobre educación en la jungla cibernética, Universidad Iberoamericana Torreón, Torreón, 2017.
- Federico Campbell. La Máquina de Escribir, s/e, Torreón, 2018.
- Once cuentos rusos, Ficticia, México, 2018.
- Invítame a leer. Conversaciones con gente de libros, Gerardo Segura (coordinador), Secretaría de Cultura de Coahuila, 2018.
- Historias de camiseta, Esteban Dublín (coordinador), Micrópolis, Lima, 2018.
- Historias que no pedimos. Escritura testimonial, Secretaría de Cultura de Coahuila, Saltillo, 2019.
- Dos relatos ligados a la Liga (en coautoría con Saúl Rosales) Iberia Editorial, Torreón, 2023.